# Хаппі та її суперсила

«Хаппі та її суперсила» — дитяча книжка української письменниці Іри Бови з ілюстраціями Лєни Барді. Книга є частиною першої в Україні інформаційної кампанії із захисту дітей від сексуальних ризиків в інтернеті #stop_sexтинг за підтримкою Уповноваженого Президента по правам дитини, Міністерства цифрової трансформації та компанії Київстар. Книжка вийшла у видавництві Талант (Харків) у 2020 році. Загальний наклад українською та російською мовами нараховує близько 19 500 екземплярів. 
«"Хаппі та її суперсила" - дуже важлива книга! Не очікувала, що у форматі книги для малюків можна так обережно розповісти про безпеку в інтернеті, про те, як реагувати, коли хтось просить надіслати фото, а особливо – просить не розповідати батькам про "дружбу" з ним,» – пише дитячий сімейний психолог Світлана Ройз.

## Опис
Черепашка на імʼя Хаппі вчиться в початковій школі. Одного дня вона знайомиться в соцмережах з тритоном на імʼя Тритон. Вони переписуються певний час, Тритон просить Хаппі тримати їхнє спілкування в таємниці. Одного дня у Хаппі в школі стається халепа. Вона повертається додому засмучена й ділиться своїми переживаннями з Тритоном. Він її підтримує, а потім просить надіслати йому її фото без панцира, погрожуючи, що перестане з нею дружити. Хаппі не знає, що робити. Раптом у її кімнаті зʼявляється мушка Мо, яка показує Хаппі різні варіанти майбутнього. Хаппі обирає заблокувати шахрая, розказати про це батькам і попередити друзів у школі.

## Історія
Проєкт Womo.ua розпитали авторку, Іру Бову, про історію створення казки «Хаппі та її суперсила». Іра розповідає, що за кілька років до написання книжки, вона натрапила на кіберзлочинця. 
«...Тоді, будучи мамою, вона усвідомила, наскільки небезпечним може бути віртуальний світ не тільки для дорослих, але і для дітей.» – зазначається на Womo.ua.
Іра починає вивчати тему глибше, відвідуючи тематичні події. У неї виникає ідея написати казку про безпеку в інтернеті для свого сина. 
«...Саме тоді Іра потрапила на курс від фонду Олени Пінчук, на якому радниця з питань захищеності людини в Інтернеті при Віце-прем’єр-міністрі – Міністрі цифрової трансформації та засновниця освітнього проєкту #Stop_sexтинг Анастасія Дьякова проводила заняття для батьків «Про що потрібно говорити з дитиною за сніданком, або новинки Інтернет-безпеки». Під час розповіді вона згадала, що команда проєкту #Stop_sexтинг мріє видати для українських дітей книгу про безпеку в Інтернеті. Тож “карти зійшлися”.» – повідомляє Womo.ua.
Після виступу Іра познайомилася з Анастасією і поділилася ідеєю написати казку на цю секстингу. Дорогою додому Іра вже знала, що головною героїнею майбутньої книжки має стати черепашка, бо "ніхто не має бачити черепашок без панцира". Невдовзі у видавництві Талант (Харків) вийшла книжка Іри Бови «Хаппі та її суперсила» з ілюстраціями Лєни Барді.

## Аудіоказка
У 2021 році інформаційно-освітня кампанія #stop_sexтинг на своєму YouTube каналі опублікувала аудіоказку з однойменною назвою.

## Екранізація
У 2022 році українська студія анімації Wow-How Studio і освітній проєкт #stop_sexтинг презентували перший мультфільм в Україні про безпеку дітей онлайн. Мультфільм з однойменною назвою вийшов одразу українською і англійською мовами (англійською - Happie and her superpower).
«Сподіваємось, що завдяки анімації, яка відкриває додаткові формати та можливості донесення історії про черепашку Хаппі, якомога більше дітей та їх батьків дізнається, як поводити себе в цифровому просторі та убезпечитись від небажаних знайомств», – зазначив Сергій Цимбал, CEO Wow-How Studio, на сайті Osvita.ua

## Уроки для початкової школи
У 2021 році до Дня безпечного інтернету організатори інформаційно-освітньої кампанії #stop_sexтинг створили урок для 1–2 класів «Моя суперсила – безпека в Інтернеті». Відмічається, що за перші кілька місяців більше 4700 вчителів провели урок для понад 140 000 дітей по всій Україні. Пізніше був створений урок для дітей дошкільного віку.

## Відзнаки
- Книжка увійшла в короткий список найкращих дитячих та підліткових книжок 2020 року за оцінкою Простору української дитячої книги BaraBooka[11]
- Книжка увійшла в список 50 важливих книжок для батьків методички “Живі письменники батькам” від BaraBooka і ГО “Смарт Освіта”
- Книга поповнила бібліотечний фонд України у 2021 році, включаючи Національну бібліотеку України для дітей [12]

## Реценції
- Казка про важливе. 8 правил дитячої безпеки в інтернеті на сайті Weekend.today
- Чому важливо говорити з маленькими дітьми про безпеку в інтернеті? на сайті Vseosvita.ua
- Половина дітей не поділились неприємною ситуацією, що з ними трапилась в інтернеті ГО #stop_sexтинг оновила освітній портал для дітей про безпеку в інтернеті на сайті directspeech.news
- Проєкт #Stop_sexтинг: Книга «Хаппі та її суперсила». Як убезпечити свою дитину в інтернеті? на сайті Womo.ua
- Правила безпеки дітей в інтернеті: "Ранок вдома" з Анастасією Дьяковою на сайті Kanaldim.tv